# Австрия на летних Олимпийских играх 1952
Австрия принимала участие в Летних Олимпийских играх 1952 года в Хельсинки (Финляндия) в одиннадцатый раз за свою историю, и завоевала одну серебряную и одну бронзовую медали. Сборная страны состояла из 112 человек (91 мужчина, 21 женщина). Самой юной участницей команды была 17-летняя гимнастка Хедвиг Трайндль, самой возрастной — 44-летняя фехтовальщица Фритци Вениш-Фильц. В своей третьей Олимпиаде, включая и довоенную, приняли участие фехтовальщики Фритци Вениш-Фильц и Хуберт Лойзель, легкоатлетка Хермине Баума. Фехтовальщица Эллен Прайс приняла участие в четвёртой Олимпиаде.

## Медалисты
| Медаль  | Спортсмен                         | Вид спорта                  | Дисциплина                        |
| ------- | --------------------------------- | --------------------------- | --------------------------------- |
| Серебро | Гертруде Либхарт                  | Гребля на байдарках и каноэ | Женщины, байдарка-одиночка, 500 м |
| Бронза  | Максимилиан Рауб Херберт Видерман | Гребля на байдарках и каноэ | Мужчины, байдарка-двойка, 1000 м  |

## Результаты соревнований

### Тяжёлая атлетика
Спортсменов — 4
| Спортсмен         | Категория   | Масса  | Жим | Жим | Жим   | Рывок | Рывок | Рывок | Толчок | Толчок | Толчок | Всего | Место |
| Спортсмен         | Категория   | Масса  | 1   | 2   | 3     | 1     | 2     | 3     | 1      | 2      | 3      | Всего | Место |
| ----------------- | ----------- | ------ | --- | --- | ----- | ----- | ----- | ----- | ------ | ------ | ------ | ----- | ----- |
| Йозеф Таухнер     | до 67,5 кг  | 67,45  | 90  | 95  | 95    | 92.5  | 97.5  | 97.5  | 120    | 125    | 130    | 307.5 | 17    |
| Эммерих Бауэр     | до 75 кг    | 73,15  | 95  | 100 | 102.5 | 102.5 | 110   | 110   | 130    | 135    | 140    | 337.5 | 14    |
| Вильгельм Фленнер | до 82,5 кг  | 82,45  | 100 | 105 | 105   | 110   | 115   | 115   | 142.5  | 142.5  | 150    | 352.5 | 14    |
| Франц Хёльбль     | свыше 90 кг | 114,10 | 110 | 115 | 120   | 110   | 117.5 | 120   | 142.5  | 150    | 155    | 387.5 | 8     |

### Футбол
Спортсменов — 16
Эрик Штайнер обслуживал 4 матча в качестве лайнсмена: Дания—Греция, Италия—США, Германия—Египет, Югославия—Дания.